# Voorhaven (Gent)
De Voorhaven in Gent is een historisch havengebied aan het kanaal Gent-Terneuzen, aan de rand van de Gentse wijken Muide en Meulestede. In de 19e eeuw was het een prestigieus en vernieuwend havenproject, gerealiseerd onder Emile Braun, de Gentse hoofdingenieur en latere burgemeester. In de 21e eeuw is het een beschermd stadslandschap en bevinden de gerestaureerde loodsen zich in een parkzone.

## Havenloodsen
Emile Braun ontwierp ook de havenloodsen 20 tot 26 die tussen 1885 en 1892 opgetrokken zijn. Loodsen 20, 22, 23 en 26 zijn overgebleven en werden in 1996 beschermd. In een aantal gerestaureerde loodsen zijn kantoren, dienstenbedrijven en lofts gevestigd.

## Voorhavenpark
Op de plaats van de vroegere loods 21 aan de Londenstraat is in 2021 het Voorhavenpark geopend. Er zijn allerlei referenties naar de vroegere nijverheid: twee treinwagons voor activiteiten, tramsporen, het onderstel van een oude trein dat nu dient als picknicktafel of plantenbak.
In 2022 vindt het Gentse muziekfestival Jazz in 't Park plaats in het Voorhavenpark.